# روش تنظیم برنده
روش تنظیم برنده یا برنده تنظیم شده (به انگلیسی: Adjusted winner procedure) الگوریتمی است برای تقسیم {\displaystyle n} کالا بین دو گروه به منصفانه‌ترین شکل ممکن. این روش توسط استیون برامز (به انگلیسی: Steven Brams) و آلن تیلور (به انگلیسی: Alan D. Taylor) طراحی شده‌است.
این الگوریتم {\displaystyle n} کالا را به گونه ای بین دو گروه تقسیم می‌کند که:
- برای هیج کدام نمی‌توان سهم بهتری پیدا کرد بدون آنکه سهم دیگری تنزل پیدا کند که به آن کارایی پارتو می‌گویند.
- هر کس سهم خود را حداقل به خوبی سهم دیگری می‌داند و هیچ‌کدام حاضر به تعویض سهم خود با دیگری نیست و اصطلاحاً تقسیم حسادت برانگیز نباشد.
- میزان رضایتمندی هر دو طرف برابر باشد.

با گذشت بیش از نیم قرن از تولد نظریه بازی‌ها به عنوان یک رشته دانشگاهی، همچنان بسیاری از مذاکره کنندگان و واسطه‌های با تجربه بدون استفاده از نظریهٔ بازی‌ها و موضوعات مربوط به آن به کار خود ادامه می‌دهند. در دهه‌های گذشته امیدها افزایش یافته‌است که روش‌های ریاضی برای تقسیم منصفانه بتواند این فاصله را کم کند.
از این روش می‌توان برای حل و فصل اختلاف‌های بین‌المللی، فسخ مشارکت و همچنین در زمینه طلاق استفاده کرد.

## توصیف الگوریتم
هدف، تقسیم مجموعه ای از اشیا، اجناس، ابزار و هر چیز مورد اختلاف بین دو نفر به منصفانه‌ترین شکل ممکن است.
- در گام اوّل هر نفر باید به هر کدام از اشیا مقداری را به عنوان ارزش اختصاص دهد؛ به طوری که هر چقدر این مقدار بیشتر باشد به معنای تمایل بیشتر آن فرد برای دریافت آن شی بخصوص است. جمع امتیازهایی که افراد آن را بین اشیا تقسیم می کننند یک مقدار ثابت است.
- در گام بعدی هر شی به صورت موقت به کسی که مقدار بیشتری ارزش و امتیاز برای آن اعلام کرده‌است، تعلق می‌گیرد. پس از این کار جمع امتیاز کسب شده برای هر فرد تا این مرحله محاسبه می‌شود. آن دسته از اشیا که هر دو طرف به آن‌ها یک مقدار مساوی امتیاز نسبت داده‌اند به کسی تعلق می‌گیرد که تا قبل از اضافه شدن آن شی به مجموع دارایی‌هایش مجموع امتیاز کمتری داشته باشد.
- پس از آنکه مرحله تقسیم اولیه تکمیل شد، دوباره مجموع امتیازهای هر کدام از دو طرف محاسبه می‌شود. در صورتی که مجموع امتیازهای دو طرف برابر باشد کار به اتمام رسیده‌است در غیر این صورت اگر فردی که امتیاز بیشتری دارد را «برنده» و دیگری را «بازنده» بنامیم، برای هر کدام از اشیا در اختیار برنده، نسبت امتیاز برنده به امتیاز بازنده را محاسبه می‌کنیم. با توجه به عدد این نسبت‌ها، اشیا را به ترتیب از کمترین به بیشترین از برنده به بازنده منتقل می‌کنیم تا جایی که مجموع امتیازها برابر شود و با انتقال کالای بعدی از برنده به بازنده، جای برنده و بازنده عوض شود.
- اگر مجموع امتیازها با این انتقال برابر شد، کار به پایان رسیده‌است؛ در غیر این صورت باید کسری از آخرین شی -که انتقال آن از برنده به بازنده باعث عوض شدن جای برنده و بازنده می‌شود- را به بازنده انتقال دهیم به طوری که با تقسیم آن شی مجموع امتیازات برابر شود.
- حال مجموع امتیازات دو طرف برابر و هر دو طرف به میزان برابری از رضایتمندی رسیده‌اند.

### حل یک مثال
فرض کنیم علی و رضا می‌خواهند مجموعه ای از دارایی‌ها را با استفاده از این روش بین خود تقسیم کنند. این دارایی‌ها شامل خانه، قایق، کلبه کوهستانی و آپارتمان ساحلی است. فرض کنیم هر کدام صد امتیاز را مطابق جدول زیر بین چهار مورد ذکر شده تقسیم کرده باشند:
| Reza                | Ali                 |       |
| ------------------- | ------------------- | ----- |
| {\displaystyle 35}  | {\displaystyle 45}  | House |
| {\displaystyle 25}  | {\displaystyle 20}  | Boat  |
| {\displaystyle 20}  | {\displaystyle 5}   | Cabin |
| {\displaystyle 20}  | {\displaystyle 30}  | Condo |
| {\displaystyle 100} | {\displaystyle 100} | Total |

در مرحله اول هر یک از دارایی‌ها به کسی تعلق می‌گیرد که مقدار ارزش بیشتری برای آن تعیین کرده باشد. پس در مرحله اول داریم:
| Reza               |       | Ali                |       |
| ------------------ | ----- | ------------------ | ----- |
| {\displaystyle 25} | Boat  | {\displaystyle 45} | House |
| {\displaystyle 20} | Cabin | {\displaystyle 30} | Condo |
| {\displaystyle 45} | Total | {\displaystyle 75} | Total |

همان‌طور که در شکل بالا می‌بینید، جمع امتیازها برابر نیست. چون این مقدار برای علی بیشتر از رضا است پس لازم است از دارایی فعلی علی کسر و به دارایی رضا اضافه کنیم. برای این که تصمیم بگیریم کدام شی را منتقل کنیم، نسبت امتیاز علی به امتیاز رضا را برای «خانه» و «کلبه» که فعلاً در جمع دارایی‌های علی است، به دست می‌آوریم:
| Ratios of point assignment                            |       |
| {\displaystyle 1.29}≈{\displaystyle {\frac {45}{35}}} | House |
| {\displaystyle 1.5}≈{\displaystyle {\frac {30}{20}}}  | Condo |

این نسبت، میزان اهمیت شی برای افراد نسبت به یکدیگر را اندازه‌گیری می‌کند. همان‌طور که می‌بینید این عدد برای «خانه» به نسبت «کلبه» عدد کوچکتری است؛ به این معنا که «خانه» نسبت به «کلبه» برای علی ارزش کمتری دارد برای همین ابتدا خانه را از علی گرفته به رضا می‌دهیم:
| Reza               |       | Ali                |       |
| ------------------ | ----- | ------------------ | ----- |
| {\displaystyle 25} | Boat  | 45                 | House |
| {\displaystyle 20} | Cabin | {\displaystyle 30} | Condo |
| {\displaystyle 35} | House | —                  | —     |
| {\displaystyle 80} | Total | {\displaystyle 30} | Total |

با این کار این بار جمع امتیاز رضا بیشتر از علی می‌شود پس باید «خانه» را به علی بازگردانیم و این بار کسری از «خانه» را از علی به رضا منتقل کنیم به طوریکه جمع امتیاز آنان پس از این انتقال برابر شود. چون مقدار امتیازها قرار است برابر شود، معادله زیر برقرار خواهد بود:
{\displaystyle 45(1-q)+30=25+20+35q\implies q={\frac {3}{8}}}
با انتقال {\displaystyle {\frac {3}{8}}} از سهم «خانه» به رضا، مجموع امتیاز هر دو طرف برابر {\displaystyle 58.125} خواهد شد و کار تقسیم به پایان می‌رسد. با این روش هر دو به میزان برابری از رضایتمندی رسیده‌اند.

## چالش
در استفاده از این روش اگر یکی از طرف‌ها ارزش گذاری طرف مقابل را از قبل بداند و مطمئن باشد که طرف مقابل طبق همان ارزش گذاری عمل می‌کند، می‌تواند تقلب کند و با استفاده از این اطلاعات ارزش گذاری خود را به گونه ایxvhpd ;vni تا سهم بیشتری را از آن خود کند. به عنوان نمونه مثال زیر را در نظر بگیرید:
فرض کنید جدول ارزش گذاری نسبی زیر را داشته باشیم:
| Player2             | Player1             |       |
| ------------------- | ------------------- | ----- |
| {\displaystyle 12}  | {\displaystyle 9}   | A     |
| {\displaystyle 15}  | {\displaystyle 14}  | B     |
| {\displaystyle 25}  | {\displaystyle 22}  | C     |
| {\displaystyle 32}  | {\displaystyle 22}  | D     |
| {\displaystyle 16}  | {\displaystyle 33}  | E     |
| {\displaystyle 100} | {\displaystyle 100} | Total |

طبق روش تنظیم برنده ، {\displaystyle B} ،{\displaystyle E} و {\displaystyle 0.47} از {\displaystyle C} به نفر اول و {\displaystyle A} ،{\displaystyle D} و {\displaystyle 0.53} از {\displaystyle C} هم به نفر دوم می‌رسد و مجموع امتیاز برای هر کدام برابر {\displaystyle 57.3} خواهد بود. اگر نفر اول از ارزش گذاری نفر دوم با خبر باشد، می‌داند که {\displaystyle B} و {\displaystyle E} به او می‌رسد پس کافی است امتیاز آن دو را تنها به میزان خیلی کمی بیشتر از امتیاز نفر دوم ارزش گذاری کند و باقی امتیاز خود را به اشیا دیگری که تمایل به گرفتن آنها دارد، اضافه کند. برای مثال می‌تواند به {\displaystyle B} عدد {\displaystyle 16} و به {\displaystyle E} عدد {\displaystyle 17} را نسبت دهد. بدین شکل {\displaystyle 14} امتیاز اضافه برای او باقی می‌ماند که می‌توانند آن را بین بقیه اشیا مورد علاقه اش توزیع کند. اگر به شی {\displaystyle C} سه امتیاز بیشتر، به شی {\displaystyle A} دو امتیاز بیشتر و به {\displaystyle D} نه امتیاز بیشتر بدهد، آنگاه داریم:
| Player2             | Player1             |       |
| ------------------- | ------------------- | ----- |
| {\displaystyle 12}  | {\displaystyle 11}  | A     |
| {\displaystyle 15}  | {\displaystyle 16}  | B     |
| {\displaystyle 25}  | {\displaystyle 25}  | C     |
| {\displaystyle 32}  | {\displaystyle 31}  | D     |
| {\displaystyle 16}  | {\displaystyle 17}  | E     |
| {\displaystyle 100} | {\displaystyle 100} | Total |

اگر روش تنظیم برنده را برای این مقادیر جدید اجرا کنیم {\displaystyle B} ،{\displaystyle E} و {\displaystyle 0.72} از {\displaystyle C} به نفر اول و {\displaystyle A} ،{\displaystyle D} و {\displaystyle 0.28} از {\displaystyle C}  به نفر دوم می‌رسد و این بار مجموع امتیاز برای هر کدام برابر {\displaystyle 51} خواهد بود که به نسبت قبل عدد کمتری است ولی نفر اول با اعمال این تغییرها درصد بیشتری از {\displaystyle C} را به نسبت قبل از آن خود کرده‌است و برای نفر اول این نتیجه در حقیقت رضایتمندی و مطلوبیت بهتری دارد که ناشی از دانستن اطلاعات توزیع امتیازهای نفر مقابل بوده‌است.

## محدودیت‌ها
این روش تنها برای تقسیم بین دو نفر پاسخ گو خواهد بود و برای تعداد افراد بیشتر، نتیجه یک تقسیم عادلانه نخواهد بود. به مثالی از کتاب تقسیم عادلانهتوجه کنید:
| Player3             | Player2             | Player1             |       |
| ------------------- | ------------------- | ------------------- | ----- |
| {\displaystyle 40}  | {\displaystyle 30}  | {\displaystyle 30}  | A     |
| {\displaystyle 50}  | {\displaystyle 40}  | {\displaystyle 30}  | B     |
| {\displaystyle 10}  | {\displaystyle 30}  | {\displaystyle 40}  | C     |
| {\displaystyle 100} | {\displaystyle 100} | {\displaystyle 100} | Total |

برای این که تقسیم به گونه ای باشد که میزان رضایتمندی سه طرف برابر باشد و نیز کارایی پارتو را داشته باشد باید {\displaystyle A} را به نفر سوم، {\displaystyle B} را به نفر دوم و {\displaystyle C} را به نفر اول بدهیم؛ ولی با این کار نتیجه، حسادت برانگیز خواهد بود؛ زیرا شی {\displaystyle B} برای فرد سوم نسبت به نفر دوم ارزشمندتر است.
برای این مسئله نمی‌توان با استفاده از این روش یک تقسیم عادلانه ارائه داد و باید از روش‌های جایگزین دیگری استفاده کرد.